# 菲尼耶尔
菲尼耶尔（法語：Fignières，法語發音：[fiɲɛʁ]）是法国上法蘭西大區索姆省的一个市镇，位于该省东南部，属于蒙迪迪耶区。

## 地理
菲尼耶尔（49°41'2"N, 2°35'14"E）面积6.6 平方千米，位于法国上法蘭西大區索姆省，该省份为法国北部沿海省份，北起加来海峡省和北部省，西接滨海塞纳省和大西洋英吉利海峡，南至瓦兹省，东临埃纳省。
与菲尼耶尔接壤的市镇（或旧市镇、城区）包括：达沃内斯库尔、蒙迪迪耶、贝基尼、布西库尔、库尔特芒什、埃泰尔费、格拉蒂比。

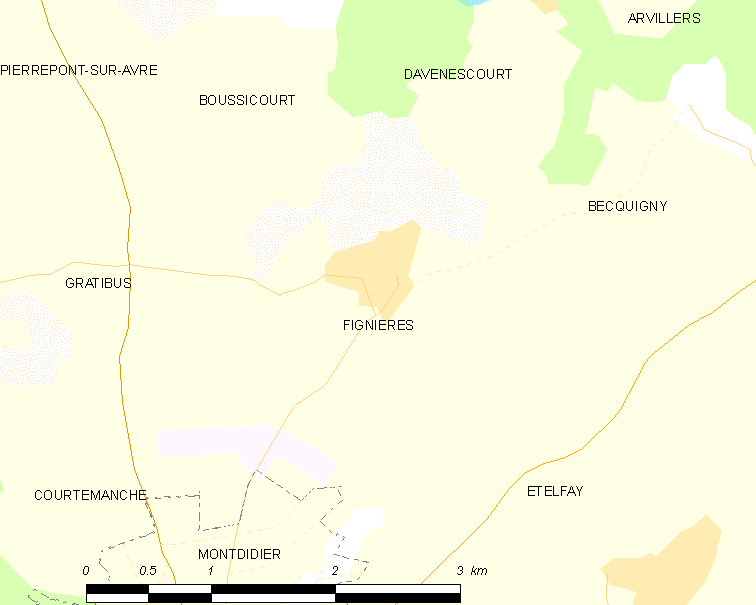
菲尼耶尔的OSM定位图

菲尼耶尔的时区为UTC+01:00、UTC+02:00（夏令时）。

## 行政
菲尼耶尔的邮政编码为80500，INSEE市镇编码为80311。

## 政治
菲尼耶尔所属的省级选区为鲁瓦县。

## 人口

1962-2008年间菲尼耶尔人口变化图示

菲尼耶尔于2022年1月1日时的人口数量为143人。